# Лісобуда
Лісобу́да — село в Україні, у Коростенському районі Житомирської області. Населення становить 82 особи.

## Історія
У 1906 році село Ушомирської волості Житомирського повіту Волинської губернії. Відстань від повітового міста 65 верст, від волості 12. Дворів 221, мешканців 1365.
У 1932–1933 роках село постраждало від Голодомору. Тоді у Лісобуді спостерігалися випадки людоїдства.

## Населення

### Мова
Розподіл населення за рідною мовою за даними перепису 2001 року:
| Мова       | Кількість | Відсоток |
| ---------- | --------- | -------- |
| українська | 82        | 100%     |